# Olympisches Komitee der Demokratischen Volksrepublik Korea
Das Olympische Komitee der Demokratischen Volksrepublik Korea (koreanisch 조선민주주의인민공화국 올림픽 위원회) ist das Nationale Olympische Komitee von Nordkorea.

## Geschichte
Das NOK wurde 1953 gegründet und 1957 vom Internationalen Olympischen Komitee anerkannt.

## Verhältnis zu Südkorea
Am 2. November 2018 kündigten Offizielle sowohl aus Nord- als auch aus Südkorea an, dass ihre Länder an den Olympischen Sommerspielen 2020 in Tokio, Japan, als ein einheitliches Team teilnehmen werden.